# Trdnjava Przemyśl
Trdnjava Przemyśl (nemško Festung Przemyśl; poljsko Twierdza Przemyśl) je bil fortifikacijski sistem dvanajstih trdnjav okoli mesta Przemyśl, ki je bil v posesti Avstro-Ogrske od sredine 19. stoletja do prve svetovne vojne. Zgrajena je bila v več različnih obdobjih, na podlagi diplomatskih dogovorov med Avstro-Ogrsko in Ruskim imperijem; med prvo svetovno vojno je bila trdnjava prizorišče ene večjih bitk leta 1915. Potem ko so trdnjavo zasedle ruske sile, so trdnjave v sredini leta 1915 zavzele enote nemške kopenske vojske. Zaradi uničenja med boji je trdnjava izgubila svoj strateški vojaški pomen.

## Zgodovina

### Izgradnja trdnjave
Prvotni gradbeni načrt, sestavljen v začetku 19. stoletja, je predvideval izgradnjo 41 fortifikacij. Zaradi izboljšanja odnosov med Avstrijo in Rusijo se je gradnja pričela šele leta 1854 z izbruhom krimske vojne. Od načrtovanih 41 so uspeli zgraditi le 19 in do leta 1855, ko so se ponovno izboljšali odnosi z Rusijo, so uspeli zgraditi še devet novih. Posledično je bila gradnja zaustavljena vse do leta 1878.
Leta 1878 so končali vojašnice, skladišča in notranje povezovalne ceste, kot tudi devet zemeljskih trdnjav, ki so jih zgradili med bosansko krizo. Tri leta pozneje (leta 1881) so le-te zemeljske fortifikacije spremenili v trajne objekte in do leta 1910 so dodali še pehotne fortifikacije. Ko je leta 1914 izbruhnila prva svetovna vojna, je bila trdnjava okrepljena še s sistemom pehotnih jarkov, novimi vojašnicami in vkopanimi položaji za artilerijo. Po vojni je bila večina objektov uničena, tako da trdnjavo niso več obnovili in je izgubila vojaški pomen.  Potem ko je območje leta 1940 prevzela Sovjetska zveza, so pričeli obnavljati obstale fortifikacije z gradnjo modernih bunkerjev (v sklopu Molotove linije), pri čemer pa je imela sama sovjetska gradnja zelo malo skupnega s prvotno avstro-ogrsko gradnjo.

### Prva svetovna vojna
Ob izbruhu prve svetovne vojne je bila trdnjavska garnizija sestavljena le iz petih pehotnih bataljonov, artilerije in saperjev. 2. avgusta so pričeli z utrditvenimi deli in do 4. septembra so evakuirali tudi večino civilnega prebivalstva; 15. septembra je trdnjavo zapustil tudi avstro-ogrski vrhovni štab. 17. septembra 1914 je ruska kopenska vojska pričela z obleganjem mesta, ki je bilo do 26. septembra popolnoma obkoljeno.
Obleganje je trajalo vse do oktobra, ko so Rusi Avstrijcem 5. oktobra ponudili častno predajo, ki je bila zavrnjena. V nekaj dneh so še povečali artilerijsko obstreljevanje in 7. oktobra ob 03:00 zjutraj so pričeli tudi s pehotnim napadom. V več zaporednih pehotnih napadih so Rusi izgubili 10.000 vojakov (3-4.000 padlih). Obleganje pa je bilo 9. oktobra tudi začasno prekinjeno, ko je prispela avstrijska odrešilna sila. Ker pa je bila slednja premajhna, je uspela le ponovno oskrbeti oblegano trdnjavo, nakar pa so 4. novembra Rusi ponovno vzpostavili obleganje, ki je trajalo še nadaljnih pet mesecev.
Zaradi pomanjkanja hrane so branilci spomladi 1915 zaklali 13.000 konj za meso. Do 14. marca 1915 je bil zunanji obrambni obroč uničen ali v rokah Rusov. Poveljnik garnizije general Hermann Kusmanek von Burgneustädten se je zato odločil za izpad iz trdnjave, ki pa je bil odbit. 19. marca so pričeli z uničevanjem vojaškega materiala in dokumentov in 22. marca so uničili tudi artilerijo. Istega dne je v rusko vojno ujetništvo odšlo 119.000 preostalih branilcev.
25. aprila 1915 je car Nikolaj II. Ruski obiskal trdnjavo, katero so Rusi pričeli urejati za svoje potrebe. A že 16. maja istega leta so nemške enote dosegle trdnjavo in jo pričele oblegati; ruska garnizija se je predala 5. junija 1915. Zaradi vseh bojev je bil fortifikacijski sistem težko uničen oz. ponekod popolnoma porušen.
Fortifikacijski sistem je bil deloma uporabljen še med poljsko-ukrajinsko in drugo svetovno vojno.

## Galerija
- Trdnjava leta 1863
- Ostanki vojašnice danes
- Fortifikacijski zidovi
- Vhod v eno od zunanjih fortifikacij
- Bunker v zunanji fortifikaciji
- Vhod v eno od zunanjih fortifikacij